# 山崎勝弘
山崎 勝弘（やまざき かつひろ、1906年11月15日 - 1987年2月22日）は、日本の服飾史学者。
1927年京都高等工芸学校（現京都工芸繊維大学）図案科卒。31年同校助教授、1951年奈良女子大学教授、70年定年退官、名誉教授、金蘭短期大学教授。

## 著書
- 『カラーブック』甲文社 1951
- 『被服美学』柴田書店 1956
- 『衣服の色』光生館 生活科学双書 1957
- 『配色ノート』光生館 1963
- 『服装美学』永末書店 1965
- 『色彩学』永末書店 1966
- 『被服意匠学』朝倉書店 朝倉生活科学シリーズ 被服学 1969
- 『混色と配色』衣生活研究会 1972
- 『色彩学 その理論と応用』創元社 1974

### 共著編
- 『日本色名大鑑』上村六郎共著 甲鳥書林、1943
- 『カラー・アルバム』上村六郎共著 養徳社 1949
- 『色名表 標準色票準拠』編 甲鳥書林 1951
- 『住いの色彩計画』編 創元社 住宅デザイン双書 1973

## 論文
- <山崎勝弘